# 堺屋太一
堺屋 太一（さかいや たいち、1935年〈昭和10年〉7月13日 - 2019年〈平成31年〉2月8日）は、日本の政治家、通産官僚、小説家、評論家。位階は従三位。勲等は旭日大綬章。
経済企画庁長官（第55・56・57代）、内閣特別顧問、内閣官房参与などを歴任した。また、株式会社堺屋太一事務所および株式会社堺屋太一研究所の代表取締役社長であり、様々な博覧会のプロデューサーとしても活動していた。
本名は池口 小太郎（いけぐち こたろう）であり、ペンネームの由来は、先祖の商人が安土桃山時代に堺から谷町に移住した際の名前である「堺屋太一」から採ったものである（堺屋は屋号にあたる）。

## 生涯

### 生い立ち
谷町に近い大阪市東区岡山町（現中央区玉造）生まれ。本籍地は、先祖の商家が堺に移住する前から本拠のある奈良県御所市名柄。父は早稲田大学卒の在野の弁護士で、母は奈良県出身ながら上品な船場言葉を見事に操る呉服商の「いとさん」（令嬢）。
陸軍の師弟が多く通う大阪偕行社学院（現追手門学院小学校）（小学校59期）に入学するが、1945年（昭和20年）3月の大阪大空襲で玉造の自宅が焼け、父の実家の奈良県御所市に転居、名柄小学校に転入する。卒業後、名柄中学校に進むが、大学進学を考えると大阪の方が有利と考え、高校受験のため大阪市立昭和中学校に越境入学した。
1951年（昭和26年）大阪府立住吉高等学校入学、在学中はボクシング部に所属し、モスキート級の大阪チャンピオンになった。社会科学研究会にも所属し、カール・マルクスの著書『資本論』など読みふけっていた。奈良県下の実家から大阪の高校へ片道2時間をかけて通学した。毎日弁当を作る母に配慮して、ある時から炊いた白米のみを持たせてもらい、毎日学食でそれにカレールーをかけてもらいカレーライスを食べていた。これが青春の味であり「年に200回、（高校）3年間の累計では500回以上も食べていた」。
進路指導の際、担任教諭は、大阪大学も無理だから大阪市立大学あたりにしろと言うつもりだったが、「東大（に進学したい）と言うなら、もう何も言わない。自分で頑張ってほしい」と告げる。
1954年住吉高校卒業後、大学受験に失敗。「50歳ぐらいまで夢に見続ける」ほどで、滑り止めの慶應義塾大学法学部に入るが、すぐ退学。2年間の浪人生活の後、1956年（昭和31年）兄と同じ東京大学に合格。浪人中に建築設計事務所でアルバイトと勉強をしており、建築への興味と一級建築士並みの知識があり、実際、学生会館の設計の学内コンペで1等賞も受賞したことから工学部建築学科に進もうとする。ただ、教養課程で他分野を学ぶうち、高校時代からの経済学への興味に気づき、（東大）経済学部へ転入し、大河内一男教授（後の総長）に師事。「経済学部で3番目の成績」で卒業したという。

### 官僚時代
1960年（昭和35年）4月に通商産業省（現経済産業省）入省。入省同期に熊野英昭（元事務次官）、松田岩夫、高橋達直、岡松壮三郎（初代経産研究所所長）らがいる。通産省時代は部下が家まで起こしに行くなど個性派であった。
1962年の通商白書では世界に先駆けて「水平分業論」を展開。また、日本での万博開催を提案、1970年の大阪万博の企画・実施に携わり、成功を収めた。その後、沖縄開発庁に出向、1975年-1976年の沖縄海洋博も担当する。工業技術院研究開発官として3年ほど自然エネルギーに関わるサンシャイン計画に携わった後、通産省を退官した。

### 作家として
通産省に在職中の1975年、近未来の社会を描いた小説『油断!』で作家としてデビューした。1976年に発表した小説『団塊の世代』は、1940年代後半に日本で生まれた第一次ベビーブーム世代を「団塊の世代」と位置づけ、多方面に影響を与えた。また、大河ドラマの原作となった『峠の群像』、『秀吉』をはじめとする歴史小説も数多く執筆した。

### 「知価革命」を発表
1985年、知価社会を創り出す技術、資源環境および人口の変化と、それによって生じる人々の倫理観と美意識の急激な変化全体をもたらす社会の大変革を予測して、工業社会の終焉と「知価社会」（情報化社会）の到来を予見した経済論文『知価革命』を刊行した。
この内容は、産業革命以来の技術革新は、物財の量的増大を求める欲求に従って進み、主として物財供給量の増大と加工度の向上に役立った。そして、技術革新は、内燃機関も電気技術、化学工業も、それを増大させようとした物財主義、数値化の可能なものだった。
しかし、1980年代に進行している技術革新は、主として多様化、情報化による知価部分の増大と、省資源化による物財消費の削減を目指すもので、知価創造は、デザインの良し悪し、イメージ価値の大小、技術の高低、生活の快適、本質的に主観的、相対的で、現実的にも理論的にも数値化が難しい。
物財の量的拡大を目指して大量生産、大量流通を発展させてきた近代工業社会を終焉させ、知恵の価値、知恵によって創られる社会の仕組みや、社会主観に適合することによって、社会に認められる創造的な知恵の値打ちが経済の成長、資本の蓄積、企業の利益の主要な源泉となる知価社会を生み出すという内容である。
この他、首都機能移転に関する『「新都」建設 これしかない日本の未来』をはじめとした公共政策分野における政策提言に関する著作や社会評論も多数執筆した。

### 博覧会のプロデューサーとして
1978年に通商産業省を退官した後も、イベント・プロデューサーとして数々の博覧会を手掛けた。御堂筋パレードの発案者でもあった。
1990年（平成2年）に開催された花の万博では『ダイコク電機「名画の庭」』パビリオン総合プロデューサーを務め、世界の名画を転写して焼成した陶版画を展示紹介した。後にこれらの陶版画は京都府立陶板名画の庭に移築された。
1992年のセビリア万博では日本館総合プロデューサーを務め、日本館内で安土城天守閣の最上部（5-6階）の原寸復元をメイン展示として紹介した。後にこちらは安土城天主信長の館内に移築された。
2005年（平成17年）の愛知万博では当初最高顧問であったが、お祭り色の強い博覧会を考えた堺屋と長期的計画を望んだ地域の意図が合わず、2001年6月28日に辞任した。ただし、最高顧問辞職後も、顧問として愛知万博協会に関与した。
2010年に開催された上海国際博覧会の準備室高級顧問に就任。1984年に堺屋が汪道涵上海市長に中国発展の起爆剤として万博開催を提案し、1985年からは新しく上海市長となった江沢民のもとで万博構想の具体化が進められたため、上海万博準備室の黄耀誠副主任の要請だったとされる。さらに上海万国博日本産業館出展合同会社代表も務めた。
2014年には、2025年万国博覧会の大阪招致構想を提唱した。

### マスメディアでの活動
新聞では、産経新聞の提言コラム「正論」欄に定期的に寄稿する「正論メンバー」で、1991年（平成3年）には第7回正論大賞を受賞。産経新聞で翌1992年から、『風と炎と』と題して21世紀を展望する長期大河コラムも連載している。
テレビでは、1978年から日本テレビのドキュメンタリー番組『あすの世界と日本』でナビゲーターを務めたり、BSフジのビジネス対談番組『堺屋太一のビジネスリーダー』で司会を担当したり、テレビ朝日のドラマ『聖徳太子の超改革』の原案を手がけるなど、幅広く携わっている。
ラジオではニッポン放送で1980年10月から1982年4月まで放送された『堺屋太一のホットジャーナル』を、芸能レポーターの東海林のり子とともに担当した。

### 経済企画庁長官
1998年、「召集令状だと思って受けてほしい」と小渕恵三首相から請われ、小渕内閣に民間人閣僚として経済企画庁長官に就任。第2次森内閣まで務め、同時に総合交通対策担当大臣、新千年紀記念行事担当大臣、情報通信技術（IT）担当大臣なども兼任した。
経企庁長官在任中には、従来の政府の景気判断よりも景況感の変化を迅速かつ的確に把握しやすくする為、タクシードライバーや居酒屋の店主など街角の人に直接話を聞く「景気ウォッチャー調査」を開始。また、インターネット博覧会（通称インパク）の発案者でもある。

### 学者として
2002年、東京大学先端科学技術研究センター客員教授に就任。2004年、早稲田大学大学院ファイナンス研究科教授、同大学日本橋キャンパスインテンダント（学督）に就任。2008年には関西学院大学大学院経営戦略研究科客員教授に就任。

### 政治運動家として
2008年大阪府知事選挙の際に、国定浩一らとともに橋下徹を支援する団体として「橋下氏を知事にする勝手連」の設立に関わった。
2009年にはみんなの党の母体となり、後にサポーター組織となった「国民運動体 日本の夜明け」のナビゲーターに就任した。
2010年には大阪維新の会の支援団体である「経済人・大阪維新の会」の最高顧問に就任した。また、2012年には大阪維新の会が政治家の育成を目的に設立した維新政治塾の名誉塾長に就任した。こうした観点から、堺屋は橋下徹及び大阪維新の会のブレーンとされていた。
成長戦略担当の内閣官房参与として首相・安倍晋三のブレーンを務め、2016年4月に一般社団法人「外国人雇用協議会」を設立して会長に就任すると、政府の諮問会議などで外国人労働者の受け入れ拡大を提案した。

### 死去

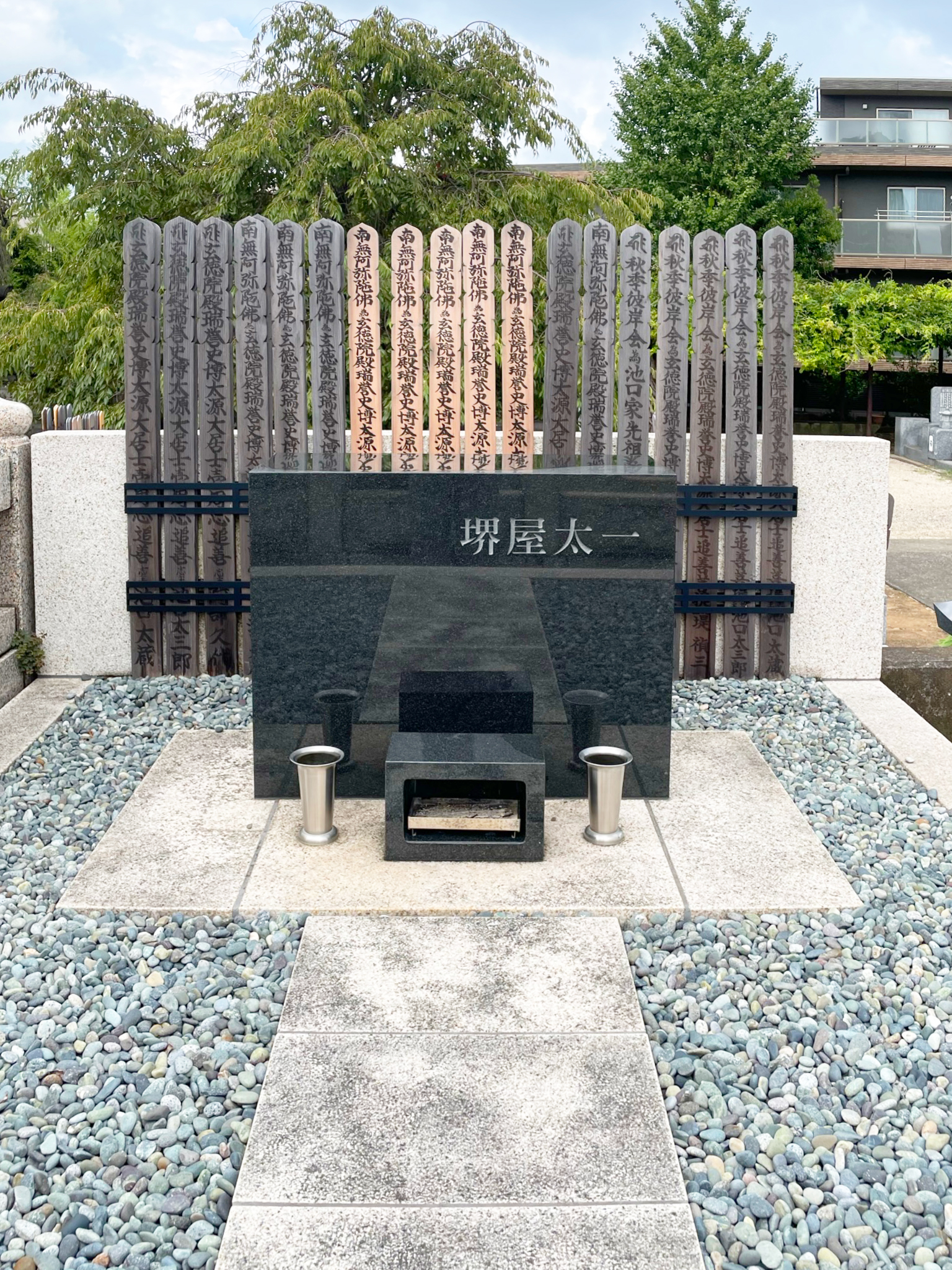
東京小石川・伝通院にある墓（2023年撮影）

2019年2月8日20時19分、多臓器不全のため、東京都内の病院で死去。83歳だった。叙従三位。

## 人物像
大蔵官僚で北陸財務局長を務めた池口金太郎（法学部卒）は6歳年上の実兄で、父の名前「太郎」を同じく引き継いでいる。静岡県熊村村長と天竜市市長を計32年務めた熊村昌一郎は義兄（実姉の夫）。異母兄弟の男女がいる。
日本芸術院会員で洋画家の池口史子（ちかこ）は妻。「もう一人の愛する家族」はシーズーの“悟空”。
高度経済成長期の流行語である「巨人・大鵬・卵焼き」は、通商産業省の官僚だった1961年頃、経済報告の会見で口にしたものだと語っている。
趣味は女子プロレス観戦で、草創期からの熱心なファン。選手は特に尾崎魔弓のファンであった。またプロレス会場にも使われたライブハウスである新宿リキッドルーム閉鎖後のイベントホールである新宿FACEの開設に尽力し、尾崎が代表を務めるOZアカデミー女子プロレスが、定期的に興行開催している。
奈良県御所市名柄にある池口邸は堺屋の実家。名柄には、池口家が代々局長を務めた郵便局があり、その局舎を歴史的遺産として国の助成金と堺屋からの寄付金とをもとに改修。世界初の郵便庭園である郵便名柄館としてオープンしている。
奈良県桜井市に母の実家の呉服商があり、「いとさん」として育てられた母の上品な船場言葉をそのまま書著『峠の群像』で台詞として使っている。

## 主義主張
大蔵省（現:財務省）と日本銀行及び銀行業界の護送船団方式に多くの例を見る、日本型の官僚主導による業界協調体制が、社会構造の変革を妨げ、「知価社会」（情報化社会）に対応できていないとし、日本の富と知恵を生かすには、道州制などの地方分権、小さな政府、規制緩和、官僚主義の排除を推進すべきだと主張していた。
代表的な首都機能移転の論客でもあり、著書『「新都」建設―これしかない日本の未来』などで、古来、日本は約400年ごとに遷都してきた歴史があり、結果それが活力を生んできたと主張していた。
2006年から社会問題化、表面化してきた飲酒運転の厳罰化に対しては、厳罰過ぎる故の経済的損失を論じ、寛容にすべしとの主張をしていた。
「文芸春秋」2011年9月号の「民主応援団長が見た『日本中枢の崩壊』」の中で、「平時のように四角四面に法律を適用していては、ことは迅速に進みません。正直なところ、裏社会の人に協力を要請しないと突破できない局面も出てきます」と言い、各方面から非難を浴びた。堺屋の発言に対し、日本弁護士連合会の民事介入暴力対策委員会の有志は暴力団容認発言と文書で抗議、これに対し、「『裏社会』とは極めて広義の意味で使った」「反社会的勢力の範囲がわかりかねる」などとお茶を濁した。

## 略歴
- 1959年 東京大学経済学部経済学科在学中に国家公務員採用上級試験（経済）合格
- 1960年3月 東京大学経済学部経済学科卒業
- 1960年4月 通商産業省入省、通商局通商調査課
- 1963年9月 通商産業省企業局工業用水課
- 1964年4月 通商産業省企業局産業立地部工業用水課
- 1965年7月 通商産業省企業局企業第一課国際博覧会調査室
- 1966年4月 通商産業省企業局企業第一課万国博覧会準備室
- 1967年6月 通商産業省企業局日本万国博覧会管理官（業務担当）補佐
- 1969年4月 通商産業省鉱山石炭局鉱政課長補佐（資金班長）
- 1971年5月 通商産業省大臣官房企画室企画主任
- 1972年5月 沖縄開発庁沖縄総合事務局通商産業部企画調整課長
- 1974年7月 通商産業省工業技術院研究開発官
- 1978年10月 退官、執筆評論活動に入る
- 1998年7月 経済企画庁長官に就任（〜2000年12月）
- 2000年12月 内閣特別顧問（〜2004年9月）
- 2002年4月 東京大学先端科学技術研究センター客員教授（〜2004年3月）
- 2004年4月 早稲田大学大学院ファイナンス研究科教授（〜2006年3月）
- 2006年4月 早稲田大学特命教授
- 2008年4月 関西学院大学専門職大学院経営戦略研究科客員教授（〜2009年3月）
- 2009年6月22日 富士ソフト株式会社取締役（〜2010年9月）
- 2011年12月 大阪府特別顧問、大阪市特別顧問、大阪府市統合本部特別顧問
- 2012年3月  維新政治塾名誉塾長、講師
- 2013年8月 内閣官房参与

## 役職
- 政府税制調査会委員（1985年 - 1998年）
- 国会等移転調査会委員（1993年 - 1995年）
- 阪神・淡路復興委員会委員（1995年 - 1996年）
- 国会等移転審議会委員（1996年 - 1998年）
- 国家公務員制度改革推進本部顧問
- 財団法人イオン環境財団評議員
- 財団法人国際文化交換協会評議員
- 財団法人アジア刑政財団会長
- 財団法人稲盛財団評議員
- 財団法人岡崎嘉平太国際奨学財団評議員
- 財団法人社会経済生産性本部理事
- イベント学会会長
- 歴史街道推進協議会理事
- 特定非営利活動法人寝屋川市駅周辺まちづくりネットワーク顧問
- 一般社団法人外国人雇用協議会代表理事[29]
- 日本相撲協会運営審議委員会委員（2004年 - ）

## 受賞・栄典
- 1991年 第7回「正論大賞」
- 1998年 「日本列島総不況」で新語・流行語大賞トップテン入賞
- 2000年 日本文化デザイン賞
- 2004年 NHK放送文化賞
- 2012年 旭日大綬章[30]

## 主な著書

### 著作集
- 『堺屋太一著作集』東京書籍

第1巻 油断!/団塊の世代 2016
第2-3巻 巨いなる企て 2016
第4巻 豊臣秀長 2016
第5巻 鬼と人と 2016
第6-7巻 峠の群像 2017
第8巻 俯き加減の男の肖像 2017
第9-10巻 秀吉―夢を超えた男 2017
第11-第12巻 世界を創った男 チンギス・ハン 2017
第13巻 三人の三代目 2017
第14巻 平成三十年 2017
第15巻 知価革命/日本とは何か 2018
第16巻 組織の盛衰/日本を創った12人 2018
第17巻 東大講義録―文明を解く 2018
第18巻 団塊の秋/戦後七〇年七色の日本 2018

### 本名での著作
- 『EEC その経済と企業』（日本能率協会、1962年）
- 『日本の地域構造 地域開発と楕円構造の再建』（東洋経済新報社、1967年）
- 『日本の万国博覧会 その意義･計画･効果』（東洋経済新報社、1968年）
- 『万国博と未来戦略 ビジネスマンのためのガイド』（ダイヤモンド社、1970年）

### 予測・現代小説
- 『油断!』（日本経済新聞社、1975年）※のち文春文庫、日経ビジネス人文庫。
- 『団塊の世代』（講談社、1976年）※のち文春文庫。
- 『破断界』（実業之日本社、1976年）※のち文春文庫。
- 『ひび割れた虹』（日本経済新聞社、1978年）※のち文春文庫。
- 『世紀末の風景』（文藝春秋、1985年）※のち文庫。
- 『向い風の朝』（朝日新聞社、1994年）※のち朝日文庫。
- 『平成三十年』（朝日新聞社、2002年）※朝日新聞に連載。のち朝日文庫。
- 『活断層』（幻冬舎、2006年）
- 『団塊の秋』（祥伝社、2013年）※のち祥伝社文庫。
- 『団塊の後』（毎日新聞出版、2017年）※のち毎日文庫。

### 歴史小説
- 『巨いなる企て』（毎日新聞社、1980年）のち文春文庫

主人公は石田三成。関ヶ原の戦いが起こっていく様をあらたな視点から掘り起こしている。
- 『峠の群像』（日本放送出版協会、1981-1982年）のち文春文庫

忠臣蔵の話だが、当時の時代背景が分かるノンフィクション風小説。1982年のNHK大河ドラマ「峠の群像」の原作。
- 『豊臣秀長 ある補佐役の生涯』（PHP研究所、1985年）のち文庫、文春文庫

秀吉の弟からみた戦国時代。1996年のNHK大河ドラマ「秀吉」の原作。
- 『鬼と人と～信長と光秀～』（PHP研究所、1989年）のち文庫

本能寺の変に至る織田信長と明智光秀の心情を、二人の独白という形式で描いている。1996年のNHK大河ドラマ「秀吉」の原作。
- 『俯き加減の男の肖像』（新潮社、1995年）のち文庫
- 『秀吉 夢を超えた男』（日本放送出版協会、1996年）のち文春文庫

1996年のNHK大河ドラマ「秀吉」の原作。
- 『世界を創った男 チンギス・ハン』日本経済新聞社、2007年 日経ビジネス人文庫、2011

1 絶対現在、2 変化の胎動、3 勝つ仕組み、4 天尽地果
- 『三人の二代目』講談社 2011

米沢藩初代藩主・上杉景勝と毛利輝元、宇喜多秀家の二代目武将をテーマにした小説。全国紙の産経新聞と一部地方紙に掲載。大阪府では産経新聞と大阪日日新聞に重複掲載。

### 小説以外の社会評論等
- 『危機と克服の断章』（実業之日本社 1978年）
- 『80年代の読み方 10年スパンで日本経済を先見する』（祥伝社ノン・ブック 1979年）
- 『群化の構図 「知恵の文化」が創る日本列島』（実業之日本社、1980年）
- 『日本人への警告』（プレジデント社、1982年）のち新潮文庫
- 『峠から日本が見える』（実業之日本社、1982年）のち新潮文庫
- 『歴史からの発想 停滞と拘束からいかに脱するか』（プレジデント社、1983年）のち新潮文庫、日経ビジネス人文庫
- 『先取りの群像・大阪 関西過去・未来考』（PHP研究所、1983年）
- 『次代思考の座標軸』（PHP研究所、1984年）のち文庫
- 『イベント・オリエンテッド・ポリシー 楽しみの経済学』（NGS、1984年）のち角川文庫
- 『知価革命 工業社会が終わる・知価社会が始まる』（PHP研究所、1985年）のち文庫
- 『三脱三創 90年代への備え方 知価革命に何が邪魔で、何が不可欠か』（祥伝社、1986年）のち新潮文庫
- 『千日の変革 日本が変わる社会が変わる』（PHP研究所、1987年）のち文庫
- 『現代を見る歴史』（プレジデント社、1987年）のち新潮文庫
- 『豊国論 日本の未来のために』（ネスコ、1987年）のち文春文庫
- 『先見後顧』1-3（毎日新聞社、1988-1992年）のちPHP文庫
- 『新規の世界・転機の日本 「新戦後」90年代を読む』（実業之日本社、1990年9月）のちPHP文庫
- 『「飛躍の主役」たちとの対話』（実業之日本社、1990年）
- 『「新都」建設 これしかない日本の未来』（文藝春秋、1990年）のち文庫
- 『日本とは何か』（講談社、1991年）のち文庫
- 『日本革質 社会の質を変えねば繁栄はない』（PHP研究所、1991年）のち文庫
- 『風と炎と』（扶桑社、1992-1993年）のち新潮文庫
- 『平成不況に克つ手 景気対策緊急提言』（PHP研究所、1993年）
- 『組織の盛衰 何が企業の命運を決めるのか』（PHP研究所、1993年）のち文庫
- 『危機を活かす』（講談社、1993年）のち文庫
- 『世は自尊好縁 満足化社会の方程式を解く』（日本経済新聞社、1994年）のち新潮文庫
- 『満足化社会の方程式 乱期を解く!』（日本経済新聞社、1994年）のち新潮文庫
- 『都会国・日本像 大競争世界で栄える道』（PHP研究所、1994年）のち文庫
- 『「大変」な時代 常識破壊と大競争』（講談社、1995年）のち文庫
- 『経営創革 自由競争とローコストに向けて 堺屋太一と12人の対話』（実業之日本社、1995年）
- 『日本を創った12人』（PHP新書、1996-1997年）のち文庫
- 『創国論』（PHP研究所、1996年）
- 『「次」はこうなる』（講談社、1997年）
- 『明日を読む』（朝日新聞社、1997年）「堺屋レポート」文庫
- 『欣求楽市 戦国戦後半世紀』（毎日新聞社、1998年）
- 『あるべき明日 日本・いま決断のとき』（PHP研究所、1998年）
- 『時代末』（講談社、1998年）のち文庫
- 『明日を診る』（朝日新聞社、1999年）「堺屋レポート」文庫
- 『歴史に学ぶ「勝者」の組織革命』（集英社文庫、1999年）
- 『未来への助走 「あるべき姿の日本」を求めて』（PHP研究所、1999年）
- 『「変革期」の人と組織 歴史に学ぶ』（集英社文庫、2000年）
- 『明日を想う』（朝日新聞社、2000年）「堺屋レポート」文庫
- 『堺屋レポート1997-2001』（朝日新聞社、2001年）
- 『時代が変わった』（講談社、2001年）
- 『豊かさはどこへ行くのか 日本経済の百年を考える (NHK人間講座)』（NHK出版、2002年）
- 『明日を企てる12人』（朝日新聞社、2002年）
- 『日本の盛衰 近代百年から知価社会を展望する』（PHP新書、2002年）
- 『「平成三十年」への警告 日本の危機と希望を語る』（朝日新聞社、2002年）のち『平成三十年』と改題して文庫化。
- 『中国大活用 (ビジネスリーダー・シリーズ)』（NTT出版、2002年）
- 『東大講義録 文明を解く』（講談社、2003年）日経ビジネス人文庫、2010年
- 『高齢化大好機』（NTT出版、2003年）のち『これからの十年日本大好機』と改題して日経ビジネス人文庫。
- 『救国12の提言 新しい「かたち」と「きもち」を創る』（PHP研究所、2003年）
- 『歴史の使い方』（講談社、2004年）日経ビジネス人文庫、2010年
- 『ブランド大繁盛 (ビジネスリーダー・シリーズ)』（NTT出版、2004年）
- 『堺屋太一の見方 時代の先行き、社会の仕組み、人間の動きを語る』（PHP研究所、2004年）のち文庫
- 『「わがまま」のすすめ』（東京書籍、2004年）
- 『ブランドと百円ショップ 知恵働きの時代』（朝日新聞社、2005年）
- 『エキスペリエンツ7 団塊の7人』（日本経済新聞社、2005年）のち文庫
- 『団塊の世代「黄金の十年」が始まる』（文藝春秋、2005年）のち文庫
- 『堺屋太一が解くチンギス・ハンの世界』（講談社、2006年）
- 『団塊世代 「次」の仕事』（講談社、2006年）
- 『CD+テキスト 堺屋太一の日本を創った12人』（PHP研究所、2006年）監修。
- 『人生の「秋」の生き方 「後半の幸せ」とは何か』（PHP研究所、2008年）
- 『対話 芸術のある国と暮らし』（実業之日本社、2008年）
- 『東京タワーが見た日本 1958-2008』（日本経済新聞出版社、2008年）
- 『大激震 堺屋太一かく語りき』（実業之日本社、2008年）
- 『凄い時代 勝負は二〇一一年』（講談社、2009年）
- 『巨富への道 創業の極意を探る』PHP研究所 2010
- 『第三の敗戦 緊急警告!』講談社 2011
- 『人を呼ぶ法則』幻冬舎新書 2012
- 『「維新」する覚悟』文春新書 2013
- 『戦国時代の組織戦略』集英社 2014
- 『堺屋太一が見た戦後七〇年七色の日本 自伝』朝日新聞出版 2015
- 『三度目の日本 幕末、敗戦、平成を越えて』祥伝社新書 2019

### 共著
- 『競争の原理』（竹井出版、1987年）渡部昇一共著。
- 『新しい日本のために』（講談社、1993年）加藤寛共著。
- 『21世紀 日米共生の時代 グローバル時代の国家と経済の役割』（PHP研究所、1998年）稲盛和夫と[責任編集]、日米21世紀委員会[監修]
- 『情報楽市 激動のネット社会を予見する 次はこう動く!!』（扶桑社、1999年）池田純一、泉博史、広瀬克哉、井戸芳之の共著。
- 『国家百年の計』（致知出版社、2001年）渡部昇一、中西輝政、小野晋也、山本夏彦、林望、多田富雄、村上和雄、唐津一、石井威望、牛尾治朗、中西巌、芳村思風、土屋秀宇共著。
- 『「官僚」と「権力」 省庁再編はなぜねじ曲げられたか』（小学館、2001年）水野清、榊原英資、岡本行夫共著。
- 『進むべき道 日本は楽しくなれる』（PHP研究所、2001年）浜田宏一共著。
- 『日本の正論 21世紀日本人への伝言』（産経新聞社、2001年）渡部昇一、加藤寛、唐津一、曽野綾子、竹村健一、石原慎太郎、西部邁、猪木正道、岡崎久彦、田久保忠衛、西尾幹二、小堀桂一郎、三浦朱門、上坂冬子共著。
- 『あるべき金融 リスクテイクなくして再生なし』（東洋経済新報社、2003年）刈屋武昭、植草一秀共著。
- 『どうして売れるルイ・ヴィトン』（講談社、2004年）「堺屋太一と東京大学堺屋ゼミ生」名義。
- 『日本の社会戦略 世界の主役であり続けるために』（PHP新書、2006年）稲盛和夫共著
- 『こんな日本に誰がした 日本の危機と希望』（扶桑社、2006年）渡部昇一、岡崎久彦、松田尚士共著。
- 『松下幸之助経営回想録』（2007年）松下幸之助、堺屋太一の共同名義。
- 『イベント学のすすめ。』（ぎょうせい、2008年）「イベント学会編 会長 堺屋太一」名義。
- 『経営者の品格 今こそ問われるリーダーの人間力!』（プレジデント社、2009年）城山三郎、三鬼陽之助、加護野忠男の共著。
- 『日本 米国 中国 団塊の世代』（出版文化社、2009年）浅川港、ステファン・G・マーグル、葛慧芬、林暁光共著。
- 『体制維新-大阪都』橋下徹共著 文春新書 2011
- 『緊急提言日本を救う道』編著 日本経済新聞出版社 日経プレミアシリーズ 2011
- 『図解大阪維新とは何か』上山信一,原英史共著 幻冬舎 2012
- 『歴史の遺訓に学ぶ 日本を拓いた偉人たち』渡部昇一共著 致知出版社 2016

### 翻訳
- ウイルフレッド・ベッカーマン『経済成長擁護論 終末論を告発する』（日本経済新聞社、1976年）
- ハワード・J・ラフ『破局に備える '80年代を乗り切る法』（講談社、1980年）
- ジャック・アンダーソン『フィアスコ 「油断」への道』（光文社、1984年）
- ジョン・ディーボルド『アメリカ知価革命 大変革に遅れる組織への警告』（光文社、1986年）
- ドナルド・L・バーレット、ジェームズ・B・スティール『アメリカの没落』（ジャパンタイムズ、1993年
- リチャード・クー,ピーター・タスカ、ターガート・マーフィー『未来はいま決まる ビッグバンの予測と現実』（フォレスト出版、1998年
- ジョン・ケネス・ガルブレイス『よい世の中 The Good Society』（日本能率協会マネジメントセンター、1998年）監訳、佐々木直彦・佐々木純子[訳]
- ジャイルズ・マレー『対訳 日本を創った12人』（講談社インターナショナル、2003年）

### 対談
- 岡田斗司夫『マジメな話―岡田斗司夫 世紀末・対談』（アスキー、1998年）